# Бережливая разработка программного обеспечения
Бережли́вая разрабо́тка програ́ммного обеспече́ния — методология разработки программного обеспечения, использующая методы концепции бережливого производства. Возникла из среды сторонников концепции гибкой методологии разработки. 

## Происхождение
Впервые освещена в одноимённой книге (англ. Lean Software Development) Мэри Поппендик и Toма Поппендика. В
книге представлены традиционные принципы бережливого производства применительно к разработке программного обеспечения, также набор из 22 инструментов (практик) и их сравнение с гибкой методологией разработки. Мэри и Том участвовали в ряде различных конференций, посвящённых методикам Agile, что объясняет известность концепции бережливого производства среди сообщества гибкой методологии разработки.

## Принципы
- Исключение потерь. Потерями считается всё, что не добавляет ценности для потребителя. В частности: излишняя функциональность; ожидание (паузы) в процессе разработки; нечёткие требования; бюрократизация; медленное внутреннее сообщение.
- Акцент на обучении. Короткие циклы разработки, раннее тестирование, частая обратная связь с заказчиком.
- Предельно отсроченное принятие решений. Решение следует принимать не на основе предположений и прогнозов, а после открытия существенных фактов.
- Предельно быстрая доставка заказчику. Короткие итерации.
- Мотивация команды. Нельзя рассматривать людей исключительно как ресурс. Людям нужно нечто большее, чем просто список заданий.
- Интегрирование. Передать целостную информацию заказчику. Стремиться к целостной архитектуре. Рефакторинг.
- Целостное видение. Стандартизация, установление отношений между разработчиками. Разделение разработчиками принципов бережливости. «Мыслить широко, делать быстро, ошибаться мало; учиться стремительно».

## Практики
Некоторые практики бережливой разработки аналогичны практикам быстрой разработки, а некоторые несколько различаются. Примеры практик:
- Обнаружение потерь («en:Muda (Japanese term)»)
- Систематизирование потока ценности (Value stream mapping)
- Теория ограничений
- «Вытягивающая» система (Канбан)
- Теория массового обслуживания
- Мотивация
- Измерения